# Кузнецов, Николай Иванович (артиллерист)
Никола́й Ива́нович Кузнецо́в (29 апреля 1922 — 11 сентября 2008) — советский военнослужащий, старшина, командир орудия, Герой Советского Союза, полный кавалер ордена Славы (один из четверых полных кавалеров ордена Славы, удостоенных звания Герой Советского Союза).

## Биография
Николай Иванович Кузнецов родился в деревне Пытручей, ныне Вытегорского района Вологодской области, в крестьянской семье.
Окончил 7 классов школы и школу фабрично-заводского ученичества. С 1936 года проживал на станции Зашеек (ныне посёлок городского типа в составе города Полярные Зори). После окончания ФЗУ работал в Мурманской области на строительстве Кандалакшской электростанции.
С августа 1941 воевал на фронтах Великой Отечественной войны. С 1944 член КПСС. Командир орудия 369-го отдельного истребительно-противотанкового артиллерийского дивизиона (263-я стрелковая дивизия, 43-я армия, 3-й Белорусский фронт) старший сержант Кузнецов отличился при освобождении Севастополя и Литвы, в боевых действиях на территории Восточной Пруссии. За время войны расчётом орудия было уничтожено 11 немецких танков. При штурме города Кёнигсберг орудийный расчёт под его командованием подавил несколько огневых точек, уничтожил до взвода противника.
23 апреля 1944 года в бою под населённым пунктом Мекензия, расположенном в 10 км восточнее Севастополя (с 1965 года — город-герой) командир 45-мм орудия 369-го отдельного истребительно-противотанкового артиллерийского дивизиона (263-я стрелковая дивизия, 51-я армия, 4-й Украинский фронт) сержант Николай Кузнецов со своим расчётом подавил 2 пулемёта врага, обеспечив продвижение стрелкового подразделения. Позже, обнаружив танки противника, первым же выстрелом из орудия поджёг один из них.
За мужество и отвагу, проявленные в боях, 17 мая 1944 года сержант Кузнецов Николай Иванович награждён орденом Славы 3-й степени.
5−10 октября 1944 года, действуя в передовом отряде, командир 76-мм орудия (2-я гвардейская армия, 1-й Прибалтийский фронт) старший сержант Кузнецов Н. И. с подчинёнными прямой наводкой накрыл несколько огневых точек и до одного взвода гитлеровцев. 10 октября 1944 года во время боя за станцию Шамайткейн (Литва) прямым попаданием поджёг автомашину противника.
За мужество и отвагу, проявленные в боях, 1 декабря 1944 года старший сержант Кузнецов Николай Иванович награждён орденом Славы 2-й степени.
1 февраля 1945 года в боях за населённый пункт Лабиау (ныне город Полесск Калининградской области) орудийный расчёт Н. И. Кузнецова (43-я армия, 3-й Белорусский фронт) прямой наводкой поджёг танк, разбил 2 пулемётные точки и уничтожил свыше отделения пехоты.
За мужество и отвагу, проявленные в боях, 10 февраля 1945 года старшина Кузнецов Николай Иванович повторно награждён орденом Славы 2-й степени.
При штурме столицы Восточной Пруссии города-крепости Кёнигсберг (ныне город Калининград) бойцы расчёта старшины Кузнецова Н. И. подавили несколько огневых точек и уничтожили до взвода пехоты противника.
Всего за годы войны орудийный расчёт Николая Кузнецова подбил одиннадцать вражеских танков.
Указом Президиума Верховного Совета СССР от 19 апреля 1945 года за образцовое выполнение боевых заданий командования на фронте борьбы с немецко-фашистским захватчиками и проявленные при этом мужество и героизм старшине Кузнецову Николаю Ивановичу присвоено звание Героя Советского Союза с вручением ордена Ленина и медали «Золотая Звезда» (№ 6264).
24 июня 1945 года Н. И. Кузнецов участвовал в Параде Победы в составе сводного батальона, бросавшего трофейные знамёна к мавзолею Ленина.
Указом Президиума Верховного Совета СССР от 12 марта 1980 года за образцовое выполнение заданий командования в боях с немецко-фашистскими захватчиками старшина в отставке Кузнецов Николай Иванович перенаграждён орденом Славы 1-й степени (№ 2656), став полным кавалером ордена Славы.
После окончания войны Кузнецов демобилизовался из армии. Поступил в Ленинградский электромеханический техникум. Окончив его 1950 году, работал на стройках Крайнего Севера. Впоследствии переехал на жительство в город Пестово Новгородской области, работал на Пестовском лесокомбинате. Дважды избирался депутатом Верховного Совета СССР[когда?]. Проживал в городе Пестово. 
Участник Парада Победы 1985 года и Парада Победы 1995 года. Ознаменовавших 40-летие и 50-летие победы Советского народа в Великой Отечественной войне.
10 сентября 2007 года у Героя Советского Союза, кавалера орденов Славы трёх степеней Н. И. Кузнецова похитили награды. 22 декабря 2007 года похищенные награды были возвращены заслуженному ветерану, однако это ограбление привело к ухудшению его здоровья, и 11 сентября 2008 последний полный кавалер ордена Славы и Герой Советского Союза Николай Иванович Кузнецов скончался.
13 сентября 2008 похоронен в городе Пестово Новгородской области на Центральном воинском захоронении (улица Ленина).

## Награды
- Медаль «Золотая Звезда» Героя Советского Союза № 6264 (19.04.1945).
- Орден Ленина (19.04.1945).
- Орден Красного Знамени. (23.06.1944)
- Ордена Отечественной войны 1 степени. (1985)
- Ордена Славы 3-й степени (17.05.1944), 2-й степени (1.12.1944), 2-й степени (10.02.1945), 1-й степени (перенаграждён 12.03.1980).
- Орден Дружбы Народов.
- 2 медали «За отвагу». (08.12.1943 и 21.04.1944)
- Медаль «В ознаменование 100-летия со дня рождения Владимира Ильича Ленина».
- Медаль «За оборону Севастополя».
- Медаль «За победу над Германией в Великой Отечественной войне 1941—1945 гг.».
- Медаль «Двадцать лет победы в Великой Отечественной войне 1941—1945 гг.».
- Медаль «Тридцать лет Победы в Великой Отечественной войне 1941—1945 гг.».
- Медаль «Сорок лет победы в Великой Отечественной войне 1941—1945 гг.»
- Медаль «За взятие Кёнигсберга».
- Медаль «Ветеран труда».
- Медаль «50 лет Вооружённых Сил СССР».
- Медаль «60 лет Вооружённых Сил СССР».
- Медаль «70 лет Вооружённых Сил СССР».
- Медаль «50 лет Победы в Великой Отечественной войне 1941-1945 гг.».
- Медаль Жукова.
- Медаль «60 лет Победы в Великой Отечественной войне 1941—1945».